# Nuée d'oiseaux blancs
Nuée d'oiseaux blancs (千羽鶴, Senbazuru) littéralement « Mille Grues », est un roman de l'auteur japonais Yasunari Kawabata qui est d'abord publié sous la forme d'un feuilleton de 1949 à 1951, puis en tant que roman en 1952.
Le roman se compose de cinq chapitres, intitulés Sembazuru ou Les oiseaux blancs, Le soleil couchant sur le bois, Eshino, Le rouge à lèvres de la mère, et Étoile double.

## Résumé
Kikuji, 28 ans, employé de bureau de Tokyo assiste à la leçon de Cérémonie du thé de Melle Chikako Kurimoto, avec laquelle son père décédé avait eu une liaison de courte durée. Il se souvient par exemple très bien d'un grand grain de beauté sur sa poitrine, l'ayant vu une fois lorsqu'il était enfant.
Kikuji est impressionné par la beauté de l'une des élèves de Melle Kurimoto, Yukiko Inamura, qui porte un furoshiki  figurant le motif des mille grues qui donne son titre au roman. Cette leçon de la cérémonie du thé est également suivie par Mme Ota, une veuve de 45 ans (et maîtresse de longue date de son père), ainsi que par sa fille Fumiko. Lors de cet événement, Melle Kurimoto parle de manière désobligeante de Mme Ota, tout en essayant d'éveiller l'intérêt de Kikuji pour Melle Inamura.
Kikuji et Mme Ota passent par la suite une nuit passionnée ensemble, mettant bien évidemment Kikuji mal à l'aise étant donné le passé de Mme Ota avec son père. Quinze jours plus tard, Kikuji reçoit la visite de la fille de Mme Ota, Fumiko qui lui apprend qu'elle avait tenté d'empêcher la rencontre avec sa mère. Puis, Mme Ota, toute bouleversée revient voir à nouveau Kikuji. Elle paraît très malade et lui confie son immense confusion entre la place du père de Kikuji et lui-même dans son cœur. Kikuji la calme, appelle un taxi et la revoie chez elle. Plus Tard dans la nuit, Fumiko l'appelle pour lui dire que sa mère s'est suicidée. Il accepte alors d'aider Fumiko à couvrir le suicide de sa mère afin de maintenir sa réputation.
Melle Kurimoto se présente par la suite à plusieurs reprises dans la maison de Kikuji, parlant mal de Mme Ota, tout en lui rappelant Miss Inamura. Kikuji, agacé par son intrusivité, répond qu'il ne s'intéresse pas à la jeune femme. Fumiko lui lègue un vase shino de sa mère, et plus tard une tasse à thé shino, qui porte prétendument une trace inamovible du rouge à lèvres de sa mère. Kikuji développe un intérêt pour Fumiko, tout en se demandant s'il ne voit pas en réalité sa mère en elle.
Au retour d'un voyage au lac Nojiri, Miss Kurimoto apprend à Kikuji que Melle Inamura ainsi que Fumiko ont épousé un autre homme en son absence. Mais il apprend vite que cette histoire est un mensonge lorsque Fumiko l'appelle pour l'informer qu'elle va commencer un travail et emménager dans un appartement plus loin de lui. Ce même jour, Fumiko lui rend visite dans la soirée et insiste sur le fait que la tasse de sa mère a peu de valeur, et doit être détruite. Kikuji place la tasse de son père à côté de celle de Mme Ota, tous deux conscients qu'il s'agit des tasses dans lesquelles leurs parents buvaient pendant leur liaison. Fumiko brise finalement la tasse de sa mère sur une pierre de l'entrée. Plus tard, Kikuji et Fumiko passent la nuit ensemble.
Le lendemain, Kikuji essaie d'appeler Fumiko à son travail, mais elle ne s'est pas présentée. Il va la voir dans son nouvel appartement, où on lui apprend qu'elle a annoncé partir en vacances avec une amie. Le roman se termine ainsi sur les craintes de Kikuji à propos d'un possible suicide de Fumiko, à l'instar de sa mère.

## Personnages
- Kikuji, le protagoniste
- Chikako Kurimoto, ancienne maîtresse du père de Kikuji
- Mme Ota, une ancienne maîtresse du père de Kikuji
- Melle Fumiko. la fille de Mme Ota
- Melle Yukiko Inamura, élève de Melle Kurimoto

## Thèmes
Dans sa critique de 2015 pour The Japan Times, Stephen Mansfield a souligné le « beau langage, la sexualité obsessionnelle et le mépris de l'époque » du roman, et la juxtaposition répétée du « laid et du vénal » avec des images de beauté, l'appelant « une œuvre imprégnée avec la solitude et la désorientation face à l'échec de l'art, de la littérature et même de la cérémonie du thé, à créer un monde plus idéal ».
Boyd Tonkin dans The Independent a trouvé des « passions chaotiques » à l'œuvre derrière « une surface lyrique et discrète », les rituels et les récipients de la cérémonie du thé mettant symboliquement en scène « la culpabilité, le chagrin et le désir » des protagonistes.
Dans son analyse du roman, David Pollack a établi des parallèles entre Kawabata et l'écrivaine française Marguerite Duras, trouvant « un sens similaire des destins, des réalités oniriques et rudimentaires, de la résignation lyrique à un destin qui empiète régulièrement sur […] semble prendre son sens le plus important ». Commentant le personnage de Miss Kurimoto, il voit la cérémonie du thé entre ses mains devenue « pervertie et grotesque » et « un rituel de pouvoir et de vengeance ». Pour Pollack, la représentation totalement négative de Miss Kurimoto est un signe de l'antagonisme de Kawabata, et de la plupart des écrivains japonais masculins, à l'idée « d'une femme avec des intérêts masculins et la volonté et la capacité d'agir en conséquence ».
Kawabata lui-même a rejeté l'idée de voir son roman comme « une évocation de la beauté formelle et spirituelle de la cérémonie du thé », expliquant qu'il s'agissait « d'un travail négatif, et d'une expression de doute et d'avertissement contre la vulgarité dans laquelle la cérémonie du thé a déchu ».

## Prix
Nuée d'oiseaux blancs est l'un des trois romans cités par le comité Nobel pour décerner à Yasunari Kawabata le prix Nobel de littérature, les deux autres étant Pays de neige et Kyôto . Le roman a été sélectionné pour la traduction et l'inclusion dans la Collection Unesco d'œuvres représentatives.

## Adaptations
Nuée d'oiseaux blancs a été adapté en long métrage en 1953 par Kōzaburō Yoshimura  et en 1969 par Yasuzo Masumura.